# سيباستيان لومبارد
سيباستيان لومبارد (بالفرنسية: Sébastien Lombard)‏ (و. 1981  م) هو لاعب كرة قدم، من فرنسا، ولد في نيس، يلعب كحارس مرمى.

## روابط خارجية
- سيباستيان لومبارد على موقع قاعدة بيانات كرة القدم.إي يو (الإنجليزية)
- سيباستيان لومبارد على موقع ليكيب (الفرنسية)
- سيباستيان لومبارد على موقع Soccerway.com (الإنجليزية)